# زيتا العواء
زيتا العواء هو نجم مزدوج يقع في كوكبة العواء .يتكوَّنُ من نجمان عملاقان و من نفس التصنيف النجمي A2III ,ويبعدان هذان النجمان عنا 180 سنة ضوئية ,و بقدر ظاهري +3,78 ,و بسرعة شعاعية تصل إلى −5,5 كم/ثا ,وتبلغ حرارة سطحه 8750 كلفن ,و ضياؤه أقوى ب38 مرة عن ضياء الشمس , و كتلته 2,3 كتلة شمسية.

موقع النجمان :كوكبة العواء.